# Морская пехота Колумбии
Морская пехота Колумбии (исп. Infantería de Marina Colombiana) — является одной из составных частей национальных военно-морских сил Колумбии. В настоящее время обучается и вооружается с помощью американских инструкторов в рамках программы военной помощи. В основном используется в патрулировании и операциях на реках против войск торговцев наркотиками и рейдах против незаконных вооружённых формирований коммунистического толка.

## История
История колумбийской морской пехоты начинается в эпоху войн за независимость от Испании, но юридическое оформление морская пехота Колумбии получила только в XX веке. 12 января 1937 года, тогдашний президент республики Альфонсо Лопес Пумарехо, подписал указ о формировании 1-й роты Морской пехоты численностью 120 человек, с местом базирования на Военно-морской базе (ВМБ) Картахена.
8 марта 1940 года, формируется 1-й батальон Морской пехоты, в составе трёх рот с размещением в Боливаре, Путумайо и на островах Сан Андрес. Несколько позже, в 1943 году, персонал морской пехоты также размещается на базах Буэнавентура, Барранкилья, Пуэрто Легуисамо (Puerto Leguízamo) и на Восточных Равнинах (Los Llanos Orientales).
В 1944 году формируется рота тяжёлого оружия. Новым местом базирования батальона становятся казармы, прилегающие к монастырю Сан Педро Клавер (San Pedro Claver) в Картахене.
В июле 1955 года, в связи с принятой доктриной морских десантных операций, под руководством американских инструкторов и колумбийских специалистов, прошедших обучение в США, готовятся первые колумбийские силы, способные к десантированию с моря.
9 апреля 1956 года, в Турбако (Боливар) основывается Школа Унтер-офицеров Морской пехоты. Позже, она перемещается в Картахену, а в настоящее время функционирует в Ковеньяс (Сукре).
В 1957 году, в Пуэрто Легуисамо начинают создаваться подразделения речных диверсантов-десантников (исп. Comandos Fluviales), для действий на реках и в глубине национальной территории. Первое подразделение такого рода было названо «Флотилией Ос» (исп. «Flotilla Avispa»).
3 июля 1958 года первые восемь кадетов оканчивают военно-морское офицерское училище и получают погоны младших лейтенантов морской пехоты.
В 1964 году, создаётся Управление Морской пехоты, которое, с 1967 года, называется Командованием Морской пехоты.
Подразделение амфибийных диверсантов-десантников (исп. Comandos Anfibios) было создано в 1956 году, когда из числа военнослужащих морской пехоты Колумбии, прошедших специальную подготовку и обучение, был сформирован Батальон специальных сил морской пехоты (исп. Batallón de Fuerzas Especiales de Infantería de Marina), который носит это название до сих пор.
1-я Учебная база морской пехоты, сегодняшний Центр обучения и подготовки морской пехоты, с размещением в Ковеньяс, начинает работать в 1975 году. Новобранцы проходят начальную подготовку в учебных батальонах, а позже направляются для прохождения дальнейшей службы в тактические подразделения. 

## Организация
Командование Морской пехоты (исп. Comando de Infantería de Marina)
- 1-я бригада морской пехоты (исп. Brigada de Infantería de Marina No.1)
  - 2-й фузилерный батальон морской пехоты (исп. Batallón de Fusileros de Infantería de Marina N°2)
  - 3-й фузилерный батальон морской пехоты (исп. Batallón de Fusileros de Infantería de Marina N°3)
  - 4-й фузилерный батальон морской пехоты (исп. Batallón de Fusileros de Infantería de Marina N°4)
  - 1-й противопартизанский батальон морской пехоты (исп. Batallón de Contraguerrillas de Infantería de Marina N°1)
  - 2-й противопартизанский батальон морской пехоты (исп. Batallón de Contraguerrillas de Infantería de Marina N°2)
  - 1-й батальон управления и обеспечения морской пехоты (исп. Batallón de Comando y Apoyo de Infantería de Marina N°1)
- 1-я речная бригада морской пехоты (исп. Brigada Fluvial de Infantería de Marina No.1)
  - 20-й речной батальон морской пехоты, Турбо — Антьокия (исп. Batallón Fluvial de Infantería de Marina N°20)
  - 30-й речной батальон морской пехоты, Яти — Боливар (исп. Batallón Fluvial de Infantería de Marina N°30)
  - 40-й речной батальон морской пехоты, Пуэрто Карреньо — Вичада (исп. Batallón Fluvial de Infantería de Marina N°40)
  - 50-й речной батальон морской пехоты, Пуэрто Инирида — Гуаинья (исп. Batallón Fluvial de Infantería de Marina N°50)
  - 60-й речной батальон морской пехоты, Пуэрто Легуйсамо — Путумайо (исп. Batallón Fluvial de Infantería de Marina N°60)
- 2-я речная бригада морской пехоты (исп. Brigada Fluvial de Infantería de Marina No.2)
  - 1-й речной штурмовой батальон морской пехоты, Буэнавентура — Байе (исп. Batallón de Asalto Fluvial de Infantería de Marina N°1)
  - 3-й речной штурмовой батальон морской пехоты, Бая Соляно — Чоко (исп. Batallón de Asalto Fluvial de Infantería de Marina N°3)
  - 4-й речной штурмовой батальон морской пехоты, Бая Маляга — Байе (исп. Batallón de Asalto Fluvial de Infantería de Marina N°4)
  - 10-й речной батальон морской пехоты, Гуапи — Каука (исп. Batallón Fluvial de de Infantería de Marina N°10)
  - 70-й речной батальон морской пехоты, Тумако — Нариньо (исп. Batallón Fluvial de de Infantería de Marina N°70)
  - 80-й речной батальон морской пехоты, Буэнавентура — Байе (исп. Batallón Fluvial de de Infantería de Marina N°80)
  - 3-й батальон управления и обеспечения морской пехоты, Буэнавентура — Байе (исп. Batallón de Comando y Apoyo de Infantería de Marina N°3)
- Группа речных действий (исп. Grupo de Tarea Fluvial)
  - Подразделение речных действий Какьеты, Трес Эскинас — Какьета (исп. Unidad de Tarea Fluvial del Caqueta)
  - Подразделение речных действий Гуавиаре, Сан Хосе дель Гуавире (исп. Unidad de Tarea Fluvial del Guaviare)
  - 2-й речной штурмовой батальон морской пехоты, Трес Эскинас — Какьета (исп. Batallón de Asalto Fluvial de Infantería de Marina N°2)

## Внешние ссылки
- Официальная страница Морской пехоты Колумбии Архивная копия от 24 мая 2011 на Wayback Machine (исп.)